# Coupe au carré

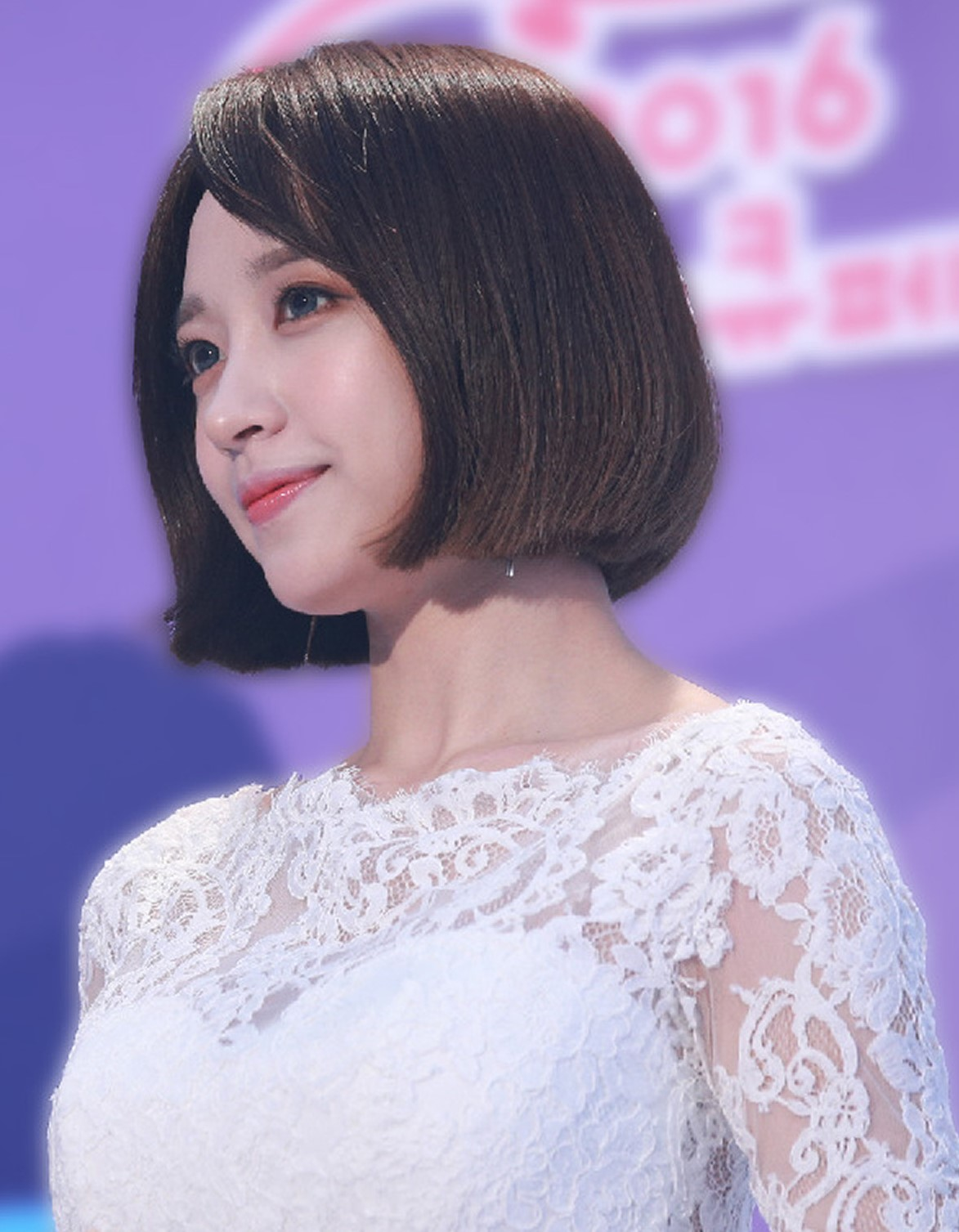
Exemple de coupe au carré.

La coupe au carré est une coupe de cheveux où les cheveux sont coupés court selon une ligne rectiligne autour de la tête ou au niveau de la mâchoire[style à revoir], parfois de façon asymétrique et souvent avec une frange sur le front.
À travers l'histoire, le terme a désigné différents types de coupes comme une variante classique de la coupe à la garçonne (dite carré garçonne), puis la coupe au bol.

## Histoire

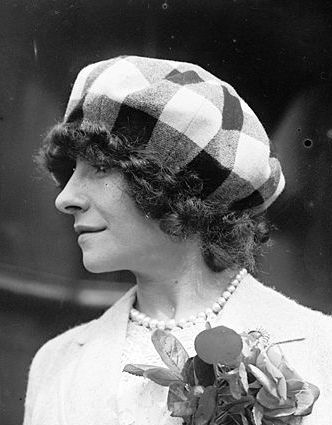
Polaire en 1910.

Cette coupe apparaît sous forme de perruque durant l'Antiquité. Au Moyen-Âge, cette coiffure est portée par les hommes.
Historiquement, les Occidentales ont habituellement porté les cheveux longs même si des jeunes filles, des actrices et quelques femmes « avancées »[pas clair] ou à la mode ont porté les cheveux courts avant la Première Guerre mondiale,,,. En 1910, par exemple, l'actrice française Polaire est décrite comme ayant « une masse de courts cheveux sombres », une coupe qu'elle avait adoptée au début des années 1890. Ce style n'était généralement pas considéré comme respectable, jusqu'à l'impulsion donnée par les inconvénients des cheveux longs pour les femmes engagées dans l'effort de guerre,. La célèbre Lady Diana Cooper, qui avait eu une coupe « bob » quand elle était enfant, l'a conservée dans son adolescence, puis comme adulte en 1914. Mais avant la guerre, porter les cheveux courts est précurseur et peu à la mode.

### Après la Première Guerre mondiale
La célèbre danseuse Irene Castle lance le « castle bob » auprès du public américain en 1915. À partir de 1920, ce style est rapidement devenu à la mode. Cette coupe arrive alors au niveau de la mâchoire.
Rendu populaire par les stars du cinéma Colleen Moore et Louise Brooks dans les années 1920, il était alors encore considéré comme une sorte de déclaration d'indépendance des jeunes femmes, les personnes plus âgées étant habituées à voir les femmes en robes longues avec de lourdes coiffures. Ainsi, ce carré, dit « à la garçonne », est coupé au niveau des oreilles. Celles qui portent alors une telle coupe affirment leur audace face aux conventions établies et faire apparaitre sa nuque reste une forme d'érotisme, le tout adapté au style androgyne qui domine la mode et aux larges encolures des robes de l'époque.
Aux États-Unis, cette coupe est une marque de reconnaissance d'un style de vie revendicatif féministe : les flappers. Les coiffeurs, dont la formation consistait pour l'essentiel à apprendre à arranger et à faire boucler ces longs cheveux, ont été lents à réaliser que les coupes courtes étaient là pour durer et dans de nombreuses villes les femmes ont dû s'adresser aux coiffeurs pour hommes pour se faire couper les cheveux,. Bien qu'étant une forme de rejet des coiffures compliquées d'avant-guerre, la coupe au carré nécessite malgré tout un entretien régulier chez le coiffeur, mais avec des séances plus courtes qu'à l'habitude,.
Bien que dès 1922, le spécialiste mode du Times ait suggéré que la coupe « bob » appartenait au passé, au milieu des années 1920 ce style était encore la coiffure féminine dominante dans le monde occidental (sous différentes formes, souvent avec une raie sur le côté, des boucles ou des ondulations, et sur la nuque « à la garçonne »), bien que parfois associé à des pratiques lesbiennes. Il s'est même répandu au-delà, les femmes qui rejetaient leurs rôles traditionnel l'adoptant comme signe de modernité. Les chapeaux cloches, également devenus populaires ne peuvent. être portés avec des cheveux longs. Ils sont portés notamment par les actrices américaines Clara Bow et Joan Crawford, ainsi que par la Néerlandaise Truus van Aalten.
Avec l'arrivée des années 1930, les femmes commencent à laisser à nouveau pousser leurs cheveux et les lignes nettes des coiffures courtes ont été abandonnées. Celles qui gardent le carré le coupent au niveau des épaules.

### Années 1960
Cette coupe a été adaptée et réutilisée par le coiffeur britannique Vidal Sassoon dans les années 1960 sous le nom de coupe « bob ». Sa réactualisation des coupes des années 1920, qu'il réalise parfois asymétriques, courtes, carrées et sans mise en plis, en font un symbole d'une forme de coupe au carré.

### Années 1980
Pour cette époque, cette coupe est coupée et coiffée de manière arrondie, et ressemble à une coupe au bol.

### Retour dans les années 2000
C'est l'époque du carré plongeant.

## Types
Pour plusieurs coiffeurs, les cheveux jusqu'aux épaules sont mi-longs, au-delà, ils sont longs. Une coupe au carré est donc généralement mi-longue,.

### Carré classique à la garçonne
Le carré à la garçonne de Louise Brooks dans les années 1920-1930 reste la coupe de référence avec une frange nette au-dessus des sourcils et une raie centrale sur le dessus de la tête ; la limite de la frange est située au niveau de l'extrémité des sourcils et les boucles de cheveux viennent sur les joues. À l'arrière, les cheveux sont coupés en V[Information douteuse] au niveau des oreilles et un rasage de la nuque est nécessaire.

### Carré au bol
Sa caractéristique la plus notable est la frange.
Elle est associée au coiffeur Vidal Sassoon (en compagnie de nombreuses variantes du carré) qui en a créé une variante dans les années 1960 pour la styliste Mary Quant. Rapidement adoptée par des célébrités britanniques, elle devient aussi à cette époque la coupe de Danièle Gilbert et Mireille Mathieu.
Après être relativement passée de mode, la coupe au bol revient au cours des années 2000 et 2010 en étant portée par, entre autres, Rihanna, Carey Mulligan et Agyness Deyn.

### Carré classique droit
Dans cette coupe créée par Franck Provost et Jacques Dessange durant les années 1960, les cheveux sont coupés tout droit, sans asymétrie.

### Carré plongeant

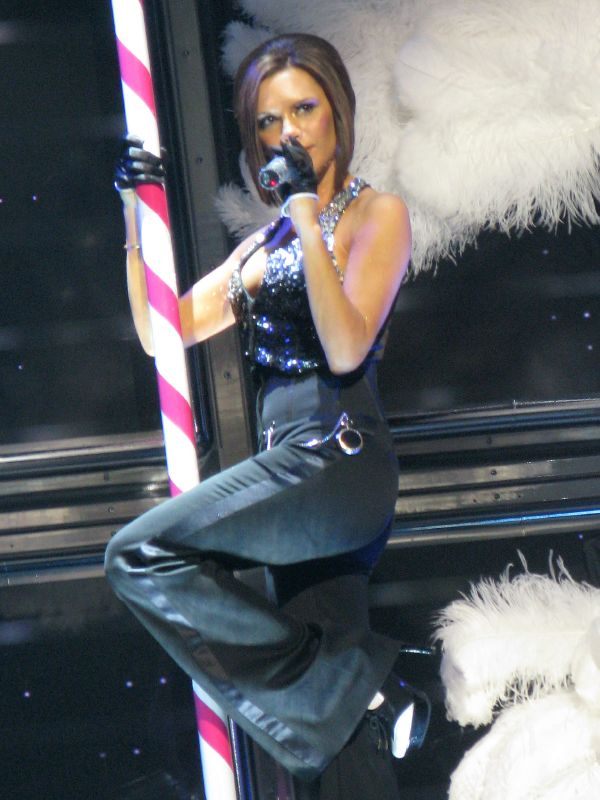
Victoria Beckham portant un carré plongeant (2007).

À l'inverse du carré droit, les cheveux sont courts à l'arrière et plus longs devant, ce qui donne une impression circulaire à la coupe. Les différentes mèches, situées entre l'arrière et l'avant de la tête, sont ainsi coupées avec des longueur différentes. L'arrière peut être plus ou moins long selon le degré de plongeant recherché, la nuque pouvant être ou non tondue ou rasée.

### Carré asymétrique
Cette coupe consiste à avoir un côté (droit ou gauche) coupé plus court que l'autre, créant ainsi une forme asymétrique au visage. Cette coupe peut aussi être coupée de façon droite ou en carré plongeant. Un sidecut peut parfois être ajouté afin d'augmenter davantage le côté asymétrique du carré.

## Galerie

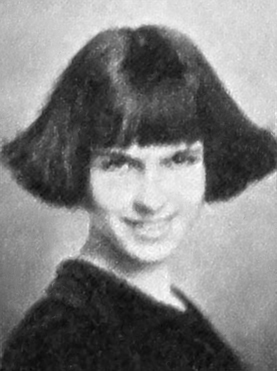
Louise Brooks en 1922.
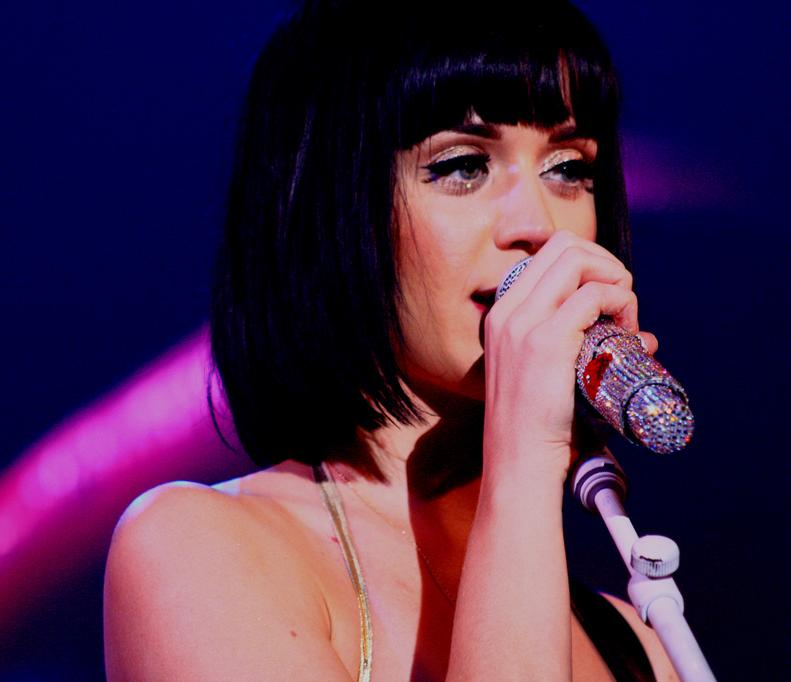
Katy Perry en 2009.
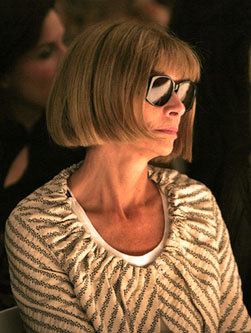
Anna Wintour en 2005.
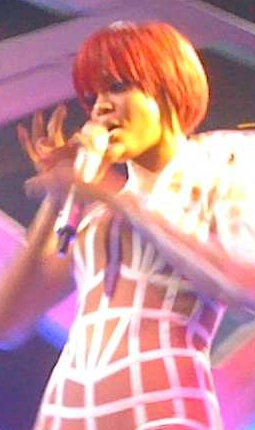
Rihanna en 2011.
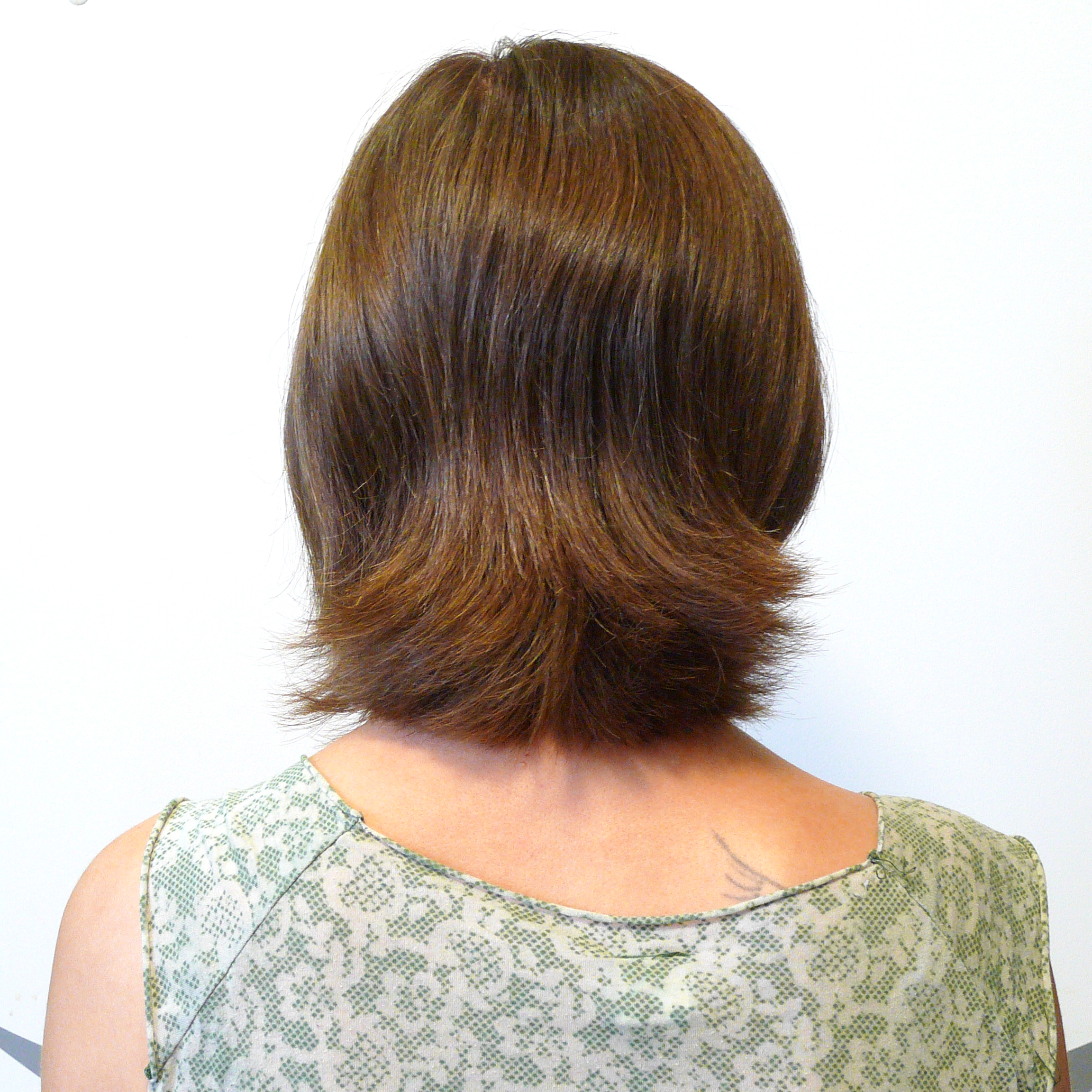
Vue arrière de la coupe de cheveux au carré.

### Source
- Marnie Fogg (dir.) et al. (trad. de l'anglais par Denis-Armand Canal et al., préf. Valerie Steele), Tout sur la mode : Panorama des chefs-d’œuvre et des techniques, Paris, Flammarion, coll. « Histoire de l'art », octobre 2013 (1re éd. 2013 Thames & Hudson), 576 p. (ISBN 978-2-08-130907-4)